# Аттасит Махитхи
Аттаси́т Махи́тхи — профессиональный тайский снукерист.

## Карьера
Махитхи был в полуфинале чемпионата мира среди любителей 2006 года в Аммане, Иордания, где уступил Курту Мэфлину со счётом 8:4.
В 2002 году квалифицировался в первый раунд (1/48 финала) рейтингового турнира LG Cup, где уступил со счётом 1:5 Дэвиду Грэю (это был один из первых матчей, показанных по телевидению, где в качестве рефери выступила Микаэла Табб).
На Азиатских играх 2006 года в Дохе завоевал две бронзовые медали: в индивидуальном и парном турнирах.
Получил место в мэйн-туре в сезоне 2008/09 после победы на чемпионате мира среди любителей 2007 года.
По результатам сезона 2009/10 покинул мэйн-тур.